# Těberda (řeka)
Těberda (rusky Теберда) je řeka na severním svahu Velkého Kavkazu v Karačajsko-čerkeské republice v Rusku. Je 60 km dlouhá. Povodí má rozlohu 1080 km².

## Průběh toku
Pramení na severním svahu Velkého Kavkazu. Říční koryto je plné oblázků a nahromaděných balvanů. Řeka tvoří několik vodopádů. Ústí zleva do Kubáně (úmoří Azovského moře).

## Vodní režim
Zdrojem vody jsou z 55 % ledovce a tající sníh. V povodí řeky se nachází přibližně 100 ledovců. Průměrný průtok vody ve vzdálenosti 45 km od ústí činí 27,2 m³/s. V zimě se ve vodě vyskytuje ledová tříšť, ale k souvislému zamrznutí nedochází. Od července do srpna dosahuje nejvyšší vodnosti.

## Využití
Na řece leží město a lázně Těberda a v ústí město Karačajevsk. Údolím řeky prochází vojenská suchumská silnice. Na horním toku byla vyhlášena Těberdinská rezervace.V povodí řeky se nacházejí alpinistické tábory a turistické chaty.